# 50. Międzynarodowy Festiwal Filmowy w Wenecji

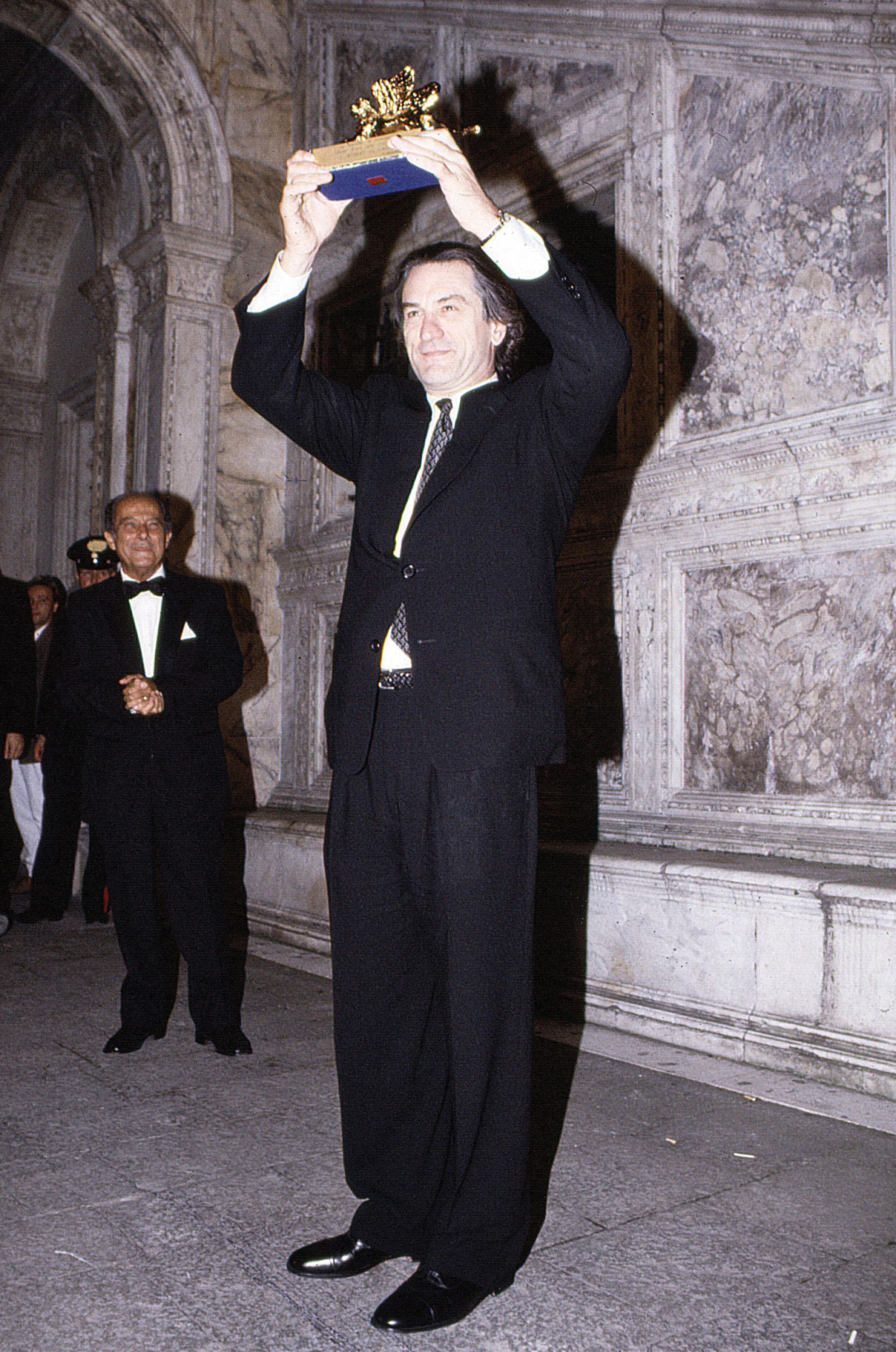
Robert De Niro, laureat Honorowego Złotego Lwa

50. Międzynarodowy Festiwal Filmowy w Wenecji odbył się w dniach 31 sierpnia – 11 września 1993 roku. Imprezę otworzył pokaz amerykańskiego filmu Wiek niewinności w reżyserii Martina Scorsese.
Jury pod przewodnictwem australijskiego reżysera Petera Weira przyznało nagrodę główną festiwalu, Złotego Lwa, ex aequo amerykańskiemu filmowi Na skróty w reżyserii Roberta Altmana oraz francuskiemu filmowi Trzy kolory. Niebieski w reżyserii Krzysztofa Kieślowskiego. Drugą nagrodę w konkursie głównym, Nagrodę Specjalną Jury, przyznano australijskiemu filmowi Bad Boy Bubby w reżyserii Rolfa de Heera.
Honorowego Złotego Lwa za całokształt twórczości otrzymali włoska aktorka Claudia Cardinale, amerykański aktor Robert De Niro, polski reżyser Roman Polański oraz amerykański reżyser Steven Spielberg.

## Członkowie jury

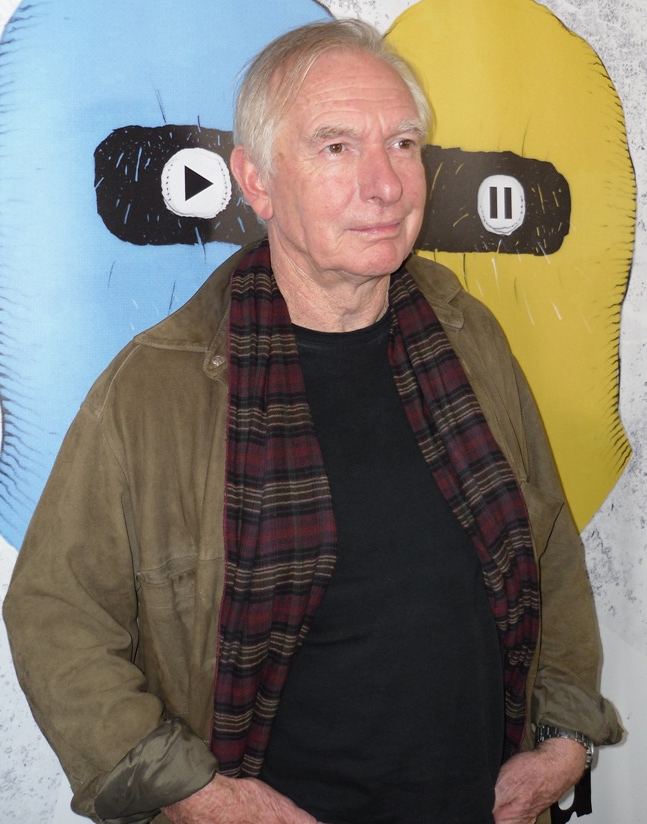
Przewodniczący jury konkursu głównego Peter Weir

### Konkurs główny
- Peter Weir, australijski reżyser − przewodniczący jury[4]
- Mohamed Camara, gwinejski aktor i reżyser
- Carla Gravina, włoska aktorka
- James Ivory, brytyjski reżyser
- Chen Kaige, chiński reżyser
- Nelson Pereira dos Santos, brazylijski reżyser
- Abdulah Sidran, bośniacki scenarzysta
- Giuseppe Tornatore, włoski reżyser